# Kjell Bäckman
Kjell Bäckman (n. 21 februarie 1934, Göteborg, Suedia – d. 9 ianuarie 2019, Västra Frölunda distrikt⁠(d), Comitatul Västra Götaland, Suedia) a fost un patinator de viteză ce a reprezentat Suedia, medaliat olimpic. A participat la o ediție a Jocurilor Olimpice (1960) în care a câștigat o medalie de bronz.